# 玉野市立東児中学校
玉野市立東児中学校（たまのしりつ とうじちゅうがっこう）は、岡山県玉野市にある公立中学校。

## 通学区域が隣接している学校
- 玉野市立山田中学校
- 玉野市立八浜中学校
- 岡山市立光南台中学校